# NGC 5155
NGC 5155 (również ESO 96-SC13) – chmura gwiazd Drogi Mlecznej lub gromada otwarta znajdująca się w gwiazdozbiorze Centaura. Odkrył ją John Herschel 16 czerwca 1835 roku. Znajduje się w odległości ok. 3490 lat świetlnych od Słońca oraz 25,8 tys. lat świetlnych od centrum Galaktyki. Serwis SIMBAD błędnie identyfikuje obiekt NGC 5155 jako galaktykę.